# 盘古越狱
盘古越狱为盘古越狱团队开发的iOS越狱工具，共分为四款工具。支持使用在Microsoft Windows和OS X系统中，但不支持Linux。适用于所有iOS 7.1到9.1的iOS设备和9.2-9.3.3的64位iOS设备。
四款越狱工具的命名颇具特色，分别是：盘古斧，轩辕剑，伏羲琴，女娲石。

## Pangu iOS 7 越狱工具 - 盘古斧
盘古团队首次于2014年6月23日中午在官方微博上发布了盘古越狱最初版的截图。次日，盘古团队正式发布盘古越狱1.0版，但该版本只适用于Microsoft Windows。随后，越狱开发者iH8sn0w在Twitter上表态：“除了带有盗版商店和企业认证之外，盘古越狱并没有任何恶意软件”。而另一越狱开发者Comex表示，很高兴越狱社区出现新鲜血液。但随即遭到i0n1c的指责。
盘古越狱是第一个由中国团队发布的越狱工具。在赢得称赞的同时也因为使用了德国越狱开发者i0n1c在培训中“教给‘他们’（指盘古团队）的漏洞”，而遭致指责。
随后，盘古团队在2014年6月29日发布1.1.0更新。在新的更新中，盘古修复了一些bug并优化了程序结构。随1.1.0发布的还有适用于OS X的版本。由于先前的版本使用了i0n1c的漏洞，在新版本中盘古更换了另外一个漏洞，引发了更大的争议。
2014年7月17日，盘古团队成员安全大会上首度公开越狱细节，同时公布了越狱成功的数据。在从发布开始的18天内，共有300万台iOS设备通过盘古越狱。

### 更新日志
2014年6月23日，盘古团队正式发布盘古越狱 1.0
2014年6月29日，盘古团队发布了盘古越狱 1.1.0 的更新，于此次更新中，盘古团队更换了于先前版本中使用的i0n1c漏洞，使用了另一个未被纰漏的漏洞，同时增加了联网保护。
2014年8月9日，盘古团队发布了盘古越狱 1.2.0 的更新，修复了机器越狱后无限重启的Bug，同时默认安装并打开了AFC2越狱插件。
2014年8月12日，盘古团队发布了盘古越狱 1.2.1 的更新，修复了安装AFC2失败后崩溃的问题。

### 争议与指责
在盘古越狱首次发布、大多数中国国外的越狱开发者对其表示欢迎时，盘古越狱官方网站上写到的“Thanks for infoleak bug from @i0n1c training.（感谢i0n1c培训时提供的infoleak漏洞）”引起了德国越狱开发者i0n1c的不满。i0n1c因发布了iOS 4系列的完美越狱而闻名，他每年会参加很多安全会议，且都会办几次收费的培训。而在培训过程中，i0n1c以教学为目的使用了infoleak（直译“信息泄露”）漏洞，而学员并没有被要求签署保密协议。因此引发i0n1c的不满，并在Twitter上称“盘古是贼”。
盘古团队成员Daniel_K4在微博上解释，近两年参加过i0n1c培训的人都知道infoleak漏洞，也没被要求签署保密协议，并且这次越狱一共使用了infoleak、内核、代码签名绕过、沙盒绕过等漏洞，除了infoleak是来自于i0n1c的培训材料外，其他的内核和代码签名漏洞都是团队成员自己发现的。而盘古也试图与i0n1c沟通，用自己发现的一个漏洞“赔偿”i0n1c，但没有得到回复。之后，在1.1.0版本中，盘古团队使用了另外一个漏洞替换掉了原先使用的i0n1c培训时使用的漏洞。此举再次遭到指责。i0n1c等人指责盘古将原本可以用于iOS 8越狱的漏洞用在这样一个“不重要”的更新中。

## Pangu iOS 8 越狱工具 - 轩辕剑
Pangu iOS 8 越狱工具支持所有能够运行 iOS 8.0 - 8.1 的机型（iPod Touch 5、iPhone 4S、iPhone 5/5c/5s、iPhone 6/6 Plus、iPad mini/2/3以及iPad/iPad Air/Air 2）。

### 更新日志
2014年10月22日，盘古越狱团队宣布已成功越狱iOS 8，并放出越狱工具。最初的1.0版越狱工具仅支持Microsoft Windows系统运行，并未集成Cydia，因为iOS 8系统的诸多改变，Cydia以及依赖Substrate框架的许多插件都无法在iOS8下使用。
2014年10月31日，盘古团队发布了1.1.0版本，修复盘古工具剩余的错误，Cydia在此时已经修补成功，并默认安装到越狱设备中。
2014年11月9日，盘古团队发布了适用于OS X的第一个版本 - 1.0
2014年11月4日，盘古团队发布了1.2.0版本，以进一步修复错误。

## Pangu iOS 9.0 - 9.1 越狱工具 - 伏羲琴
Pangu iOS 9 越狱工具支持所有能够运行 iOS 9.0 - 9.1 的机型 （iPod Touch 5/6、iPhone 4S、iPhone 5/5c/5s、iPhone 6/6 Plus、iPhone 6s/6s Plus、iPad mini 2/3/4、iPad/iPad Air/iPad Air2）和能够运行 tvOS 9 的设备（Apple TV HD）。

### 更新日志
2015年10月14号，盘古官网悄然放出了iOS 9.0-9.0.2完美越狱工具。同时支持在Microsoft Windows和OS X系统使用。
2016年3月11日，盘古官网更新了對ios9.1系統、64位设备越獄的支持，最新版本为V1.3.0。
2016年3月23日，盤古官網更新了對Apple TV 4(iOS 9.0-9.0.1)越獄的支援。但並無Cydia，目前只支援OpenSSH等工具，目的是為了給許多開發者進行測試。最新版本為V1.0.0

## Pangu iOS 9.2 - 9.3.3 越狱工具 - 女娲石
Pangu iOS 9.2 - 9.3.3 越狱工具支持所有能够运行 iOS 9.2 - 9.3.3 的 64 位机型（iPod Touch 6、iPhone 5s、iPhone 6/6 Plus、iPhone 6s/6s Plus、iPad mini 2/3/4、iPad Air/Air2、iPad Pro）。
此款工具一反前三款工具的常态，采用了“不完美越狱”的形式，据盘古团队所言：“新版的越狱程序对系统文件改动极少，由越狱程序造成的白苹果几乎不再会出现。用户可以通过重启手机，来简单切换越狱和非越狱状态。当用需要越狱环境时，执行越狱程序即可切换到越狱状态。需要非越狱环境时，重启手机即可。”